# 7519 Paulcook
7519 Paulcook este un asteroid din centura principală de asteroizi.

## Descriere
7519 Paulcook este un asteroid din centura principală de asteroizi. A fost descoperit pe 31 octombrie 1989 la Stakenbridge de Brian G. W. Manning. El prezintă o orbită caracterizată de o semiaxă mare de 3,20 ua, o excentricitate de 0,19 și o înclinație de 2,3° în raport cu ecliptica.